# Грунауер Олександр Адольфович
Олекса́ндр Адо́льфович Груна́уер  (*4 жовтня 1921, Краснодар — 22 червня 2013, Кайзерслаутерн) — вчений. Фахівець у галузі проблем регулювання двигунів внутрішнього згорання. Досвідчений педагог. Доктор технічних наук (1969). Професор (1972). Завідувач кафедри «Теорія механізмів та машин» (1968—1993). Професор цієї ж кафедри (1993—1994).

## Біографія
Під час Другої світової війни працював токарем, налагоджувальник на заводі танкової промисловості в Сталінграді та Барнаулі.
- 1948 — закінчив Харківський механіко-машинобудівельний інститут.
- 1948—1950 — працював начальником електростанції Вятсько-Полянського домобудівельного комбіната.
- 1950—1951 — працював на Харківському авторемонтному заводі.
- 1951—1961 — асистент у Національному технічному університеті «Харківський політехнічний інститут».
- 1961—1968 — доцент у Національному технічному університеті «Харківський політехнічний інститут».
- 1968—1993 — завідувач у Національному технічному університеті «Харківський політехнічний інститут».
- 1993—1994 — професор кафедри у Національному технічному університеті «Харківський політехнічний інститут».

Активно займався науковою роботою. Головний напрямок наукової діяльності — регулювання двигунів внутрішнього згорання. На основі досліджень підготував курс «Автоматичне регулювання ДВС». Займався проблемами розробки аналітичних методів в теорії механізмів та машин, зорієнтованих на ЕОМ різних типів.
Багато виступав з доповідями на всесоюзних та міжнародних конференціях. Видрукував понад 100 наукових робіт, у тому числі чотири монографії. Керував підготовкою двох докторів та 10 кандидатів наук.
Він розробив та читав лекційні курси «Механіка роботів», «Чисельні методи в інженерній практиці». Забезпечив ці курси необхідною навчальною та методичною літературою. Багато уваги приділяв удосконаленню методики викладання, впровадженню нових технологій.
О. А. Грунауер був членом спеціалізованих вчених рад із захисту кандидатських та докторських дисертацій. Він працював членом редколегії та редактором збірника «ТММ». З 1994 р. проживав у Німеччині, м. Кайзерслаутерн. Був іноземним членом Національного комітету України з ТММ (1994).
Нагороджений медаллю «За доблесну працю у Великій Вітчизняній війні 1941—1945 рр».

## Публікації
1. Настенко Н. Н., Борошок В. Е., Грунауэр А. А. Регуляторы тракторных и комбайновых дизелей. — М.: Машгиз, 1963 г. — 352 с.
2. Грунауэр А. А. Проектирование механизмов и машин с помощью цифровых ЭВМ. — Харьков: Вища школа: Изд-во при Харьк. університете, 1980.
3. Снижение токсичности и повышение эксплуатационной экономичности транспортных энергоустановок / [А. А. Грунауэр, П. М. Канило, Е. Е. Коссов, И. Д. Долгих]; Под ред. А. А. Грунауэра. — Харьков: Вища школа: Изд-во при Харьк. університете, 1981.
4. Методические рекомендации по теме «Программируемые микрокалькуляторы и их применение в учебном поцессе средних специальных учебных заведений» / М-во высш. и сред. спец. образования УССР, Респ. науч.-метод. каб. по сред. спец. образованию; [Сост. А. А. Грунауэр]ю — Киев: РНМК по ССО, 1985.
5. Грунауэр А. А., Долгих И. Д. Расчет и проектирование регуляторов ДВС: [Учеб. пособие] / М-во высш. и сред. спец. образования УССР, Учеб.-метод. каб. по высш. образованию, Харьк. политехн. ин-т им. В. И. Ленина. — Киев: УМКВО, 1988.
6. Грунауэр А. А., Долгих И. Д. Применение ЭВМ для изучения динамики САР ДВС: [Учеб. пособие для спец. «Подъем.-трансп., строит., дор. машины и оборуд.»] /; М-во высш. и сред. спец. образования УССР, Учеб.-метод. каб. по высш. образованию, Харьк. политехн. ин-т им. В. И. Ленина. — Киев: УМКВО, 1989.
7. Грунауэр А. А. Кайзерслаутерн — провинциальный и всемирно известный [Архівовано 7 лютого 2013 у Wayback Machine.] // Научно-культурологический журнал RELGA. [Архівовано 17 лютого 2013 у Wayback Machine.] — № 2 [258] 25.01.2013.